# Telescopi MAGIC
MAGIC  significa  Major Atmospheric Gamma-ray Imaging Cherenkov Telescope , o sigui "Telescopi de raigs gamma per emissió de radiació Cherenkov a l'atmosfera". Està localitzat a l'Observatori del Roque de los Muchachos a La Palma (Illes Canàries). El projecte, sota coordinació de l'astrofísic Manel Martínez, al començament el 2004, era constituït per un Telescopi de Txerenkov amb un mirall de 17 metres de diàmetre i una àrea de 240 metres quadrats, capaç de detectar els esclats de llum produïts a l'atmosfera per raigs còsmics. Des de 2008 se li ha unit un segon telescopi, un clon de l'anterior, anomenat MAGIC-II. Operat al costat del primer, se'n millorarà la resolució angular i sensibilitat.
Serveix fonamentalment per a la detecció de raigs gamma de molt alta energia. A aquestes energies, per sobre de 10 GeV, són molt difícils de detectar amb instruments situats a bord de satèl·lits perquè tenen un feble flux que fa que calgui àrees de detecció molt grossos.

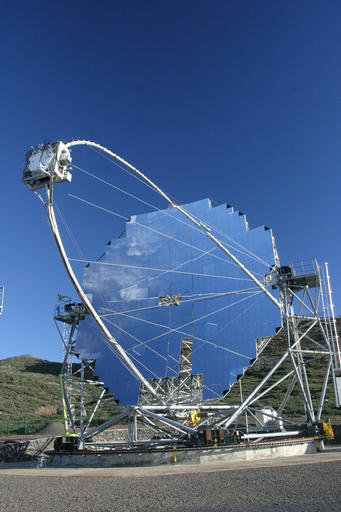
Mirall principal del primer telescopi MAGIC

Els telescopis MAGIC van succeir a uns telescopis de Txerenkov de la generació anterior que es deien Hegra i estaven localitzats en el mateix lloc.
Reuneix una llarga sèrie de millores i innovacions tècniques respecte a la primera generació de telescopis de Cherenkov. Les càmeres, és a dir, els detectors on enfoquen la llum els miralls, són molt més eficients i ràpides. Les muntures són extremadament lleugeres (juntament amb els miralls, pesen menys de 20 tones), per poder moure's amb rapidesa quan es dona l'alerta de l'explosió d'algun objecte ràpidament variable. Els miralls estan construïts en un aliatge d'alumini i són altament reflectors però també molt lleugers. Els cables que van de la càmera a l'electrònica central estan fets, no de fil de coure, sinó de fibra òptica per reduir el pes i millorar el transport del senyal. Els senyals dels fotodetectors duren uns nanosegons i requereixen digitalitzadors extremadament ràpids: els actuals en operació mostregen a 2 GHz
A energies tan altes, els telescopis MAGIC observen només objectes de l'univers en què els fotons no són de processos de fusió nuclear com els que succeeixen normalment en les estrelles. Exemples de processos no-nuclears són l'acreció de matèria per un objecte compacte com una estrella de neutrons o forat negre, l'acceleració de partícules carregades en un romanent de supernova o en ones de xoc en els dolls (jets) d'una galàxia activa. Els raigs gamma de molt alta energia també poden ser productes secundaris de les col·lisions de raigs còsmics amb àtoms del medi interestel i, per tant, serveixen per estudiar la distribució dels raigs còsmics en la nostra galàxia. I podrien així mateix ser secundaris de l'aniquilació de partícules de matèria fosca amb el que podrien constituir-se també en un mitjà molt útil per saber on es concentra la matèria fosca. La recerca de raigs gamma d'altes energies i raigs còsmics forma part de l'anomenada Física de Astropartícules.
La major part de la col·laboració MAGIC està implicada en el projecte Cherenkov Telescope Array, que es proposa la construcció d'una matriu de desenes de telescopis de raigs gamma amb una sensibilitat deu vegades més gran que MAGIC.

## Resultats rellevants
- Descobriment[1] en raigs gamma de l'emissió periòdica de la binària LS I+61 303.
- Nou descobriment en raigs gamma del nucli actiu de galàxia prototípic BL Lac.
- Evidència d'emissió gamma[2] a la binària de raigs X amb forat negre Cygnus X-1.
- Descobriment[3] d'emissió d'altes energies del quàsar 3C279.
- Primer descobriment[4] d'emissió polsada d'un púlsar en altes energies (prémer del Cranc).

## Instituts col·laboradors
- Institut de Física d'Altes Energies
- Universitat Autònoma de Barcelona
- Universitat de Barcelona
- Universitat de Califòrnia, Davis, EUA
- Universitat Complutense, Madrid
- Division of Experimental Physics, University of Lodz
- Institut Max Planck de Física, Múnic
- Physics Department, University of Padova|Università di Padova and INFN sez. di Padova, Italy
- Dipartimento di Fisica, Universitat de Siena|Università di Siena and INFN sez. di Pisa, Italy
- Institute for Nuclear Research and Nuclear Energy, Sofia
- Tuorla Observatory, Pikkiö, Finland
- Dipartimento di Fisica dell'University of Udine|Università di Udine and INFN sez. di Trieste, Italy
- University of Würzburg
- Yerevan Physics Institute, Cosmic Ray Division, Jerewan
- Institute for Particle Physics, Eidgenössische Technische Hochschule Zürich
- DESY Zeuthen Berlín.
- Institut d'Astrofísica d'Andalusia, Granada, Espanya
- Institut d'Astrofísica de Canàries, Tenerife, Espanya